# Pristiophoridae
I Pristiophoridae (Bleeker, 1859), conosciuti come squali sega, sono una famiglia di pesci cartilaginei marini appartenenti alla sottoclasse Elasmobranchii (pertanto si trattano di squali).

## Descrizione

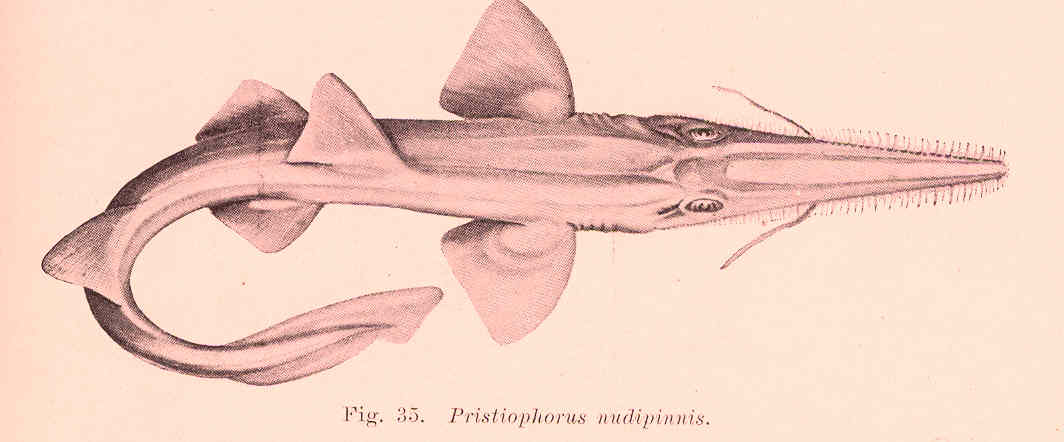
Rappresentazione di un P. nudipinnis.

Gli squali sega, appartenenti all'ordine Pristiophoriformes, sono squali marini caratterizzati da un rostro allungato e seghettato, con denti che variano in dimensione lungo i bordi. A differenza dei pesci sega (Pristidae), che sono una famiglia di razze, gli squali sega hanno le branchie posizionate lateralmente, davanti alle pinne pettorali, e presentano due paia di lunghe "barbelle" sul rostro, circa a metà della sua lunghezza. Questa differenza strutturale li distingue non solo nella posizione delle branchie ma anche nell'anatomia dentale: i denti degli squali sega sono sostituibili e alternano grandi e piccoli lungo il bordo del rostro, mentre i pesci sega hanno denti di dimensioni uniformi che non vengono rimpiazzati.
Gli squali sega sono piccoli, con dimensioni che variano tra i 70 cm e 1,5 metri a seconda della specie; le femmine tendono a essere leggermente più grandi dei maschi. Il loro corpo è generalmente di un colore marrone-giallastro, spesso punteggiato da macchie per mimetizzarsi con il fondale oceanico. La mancanza della pinna anale è una delle caratteristiche più distintive tra i membri di questo gruppo, insieme alla presenza delle due pinne dorsali.
Ecologicamente, gli squali sega sono predatori bentonici che si trovano nelle piattaforme continentali e negli scarpati oceanici, con alcune specie che abitano profondità fino a 1.000 metri. Cacciano pesci piccoli, crostacei e calamari, usando il loro rostro per colpire lateralmente le prede e stordirle prima di nutrirsi. Le barbelle sono ricche di recettori sensoriali, noti come ampullae di Lorenzini, che rilevano i campi elettrici emessi dalle prede, facilitando la caccia in acque profonde dove la visibilità è ridotta.
Le specie di squali sega includono, tra le altre, il comune sawshark (Pristiophorus cirratus), il tropical sawshark (P. delicatus), e il sixgill sawshark (Pliotrema warreni), che ha sei fessure branchiali invece delle cinque abituali. La maggior parte delle specie è distribuita nelle acque temperate e tropicali degli oceani Indiano e Pacifico, con alcune specie, come il Bahamas sawshark (P. schroederi), che sono state avvistate a profondità superiori ai 900 metri.
Gli squali sega, nonostante la loro distribuzione globale, sono ancora poco studiati, e molti aspetti della loro biologia rimangono poco chiari. Ad esempio, le analisi preliminari della dieta tramite isotopi stabili e il contenuto stomacale suggeriscono che alcune specie si nutrono prevalentemente di consumatori primari, mentre altre mostrano una dieta più piscivora. Inoltre, l'uso delle barbelle e dei denti del rostro per scopi sensoriali o per la caccia richiede ulteriori studi.
Le pratiche di pesca, come il trawl e il gillnetting, hanno portato questi squali a essere catturati accidentalmente, e la loro gestione sostenibile richiede una migliore comprensione delle loro popolazioni e del loro ruolo ecologico. Alcune specie sono classificate dall'IUCN come "quasi minacciate" a causa del rischio di pesca eccessiva e bycatch, ma per molte altre la mancanza di dati impedisce una valutazione accurata dello stato di conservazione.

## Tassonomia
La famiglia Pristiophoridae comprende due generi attualmente viventi:
- Genere †Ikamauius Keyes, 1979
  - †Ikamauius ensifer Keyes, 1979
- Genere Pliotrema Regan, 1906
  - Pliotrema annae Weigmann, Gon, Leeney & Temple, 2020
  - Pliotrema kajae Weigmann, Gon, Leeney & Temple, 2020[1]
  - Pliotrema warreni Regan, 1906
- Genere Pristiophorus Müller & Henle, 1837
  - Pristiophorus cirratus (Latham, 1794)
  - Pristiophorus delicatus Yearsley, Last & W. T. White, 2008
  - Pristiophorus japonicus Günther, 1870
  - Pristiophorus lanae Ebert & Wilms, 2013
  - Pristiophorus lanceolatus Davis 1888
  - Pristiophorus nancyae Ebert & Cailliet, 2011
  - Pristiophorus nudipinnis Günther, 1870
  - Pristiophorus schroederi S. Springer & Bullis, 1960
  - †Pristiophorus striatus Underwood & Schlogl, 2013

## Reperti museali in Italia
In Italia una buona rappresentativa di squali ascritti a questa rara e particolare famiglia è conservata presso la Galleria nazionale dei Selachoidei di Avellino, ove sono custoditi con cura alcuni reperti appartenenti alle seguenti specie:
- Pristiophorus cirratus (LATHAM, 1794) - Adelaide (Australia).
- Pristiophorus japonicas GÜNTHER, 1870 - Hualien (Taiwan).
- Pristiophorus schroederi SPRINGER & BULLIS, 1960 - Spiaggia di Venice, Florida (USA).